# Eva Wittocx
Eva Wittocx, née en 1975 à Malines (Belgique), est une historienne de l'art belge, commissaire de musée et autrice.

## Biographie
Elle a étudié l'histoire de l'art à l'université catholique de Louvain. Elle dirige le département d'art contemporain du M - Museum Leuven depuis juin 2009. Elle a entre autres présenté des expositions avec Patrick Van Caeckenbergh, Ugo Rondinone, Mika Rottenberg, Markus Schinwald et Peter Buggenhout.
De 2006 à 2009, elle a été commissaire au centre artistique STUK (nl), où elle a travaillé sur des expositions et lancé le festival Playground. Depuis 2010, ce festival est une collaboration entre le STUK et le Museum M.
Entre 1997 et 2006, elle a travaillé comme commissaire au SMAK de Gand, où elle a collaboré avec le directeur et commissaire Jan Hoet. Elle y a organisé des expositions avec Jannis Kounellis, Joëlle Tuerlinckx, Bernard Frise, Dora Garcia et Willem Oorebeek, et bien d’autres. En 2017, Eva Wittocx a représenté la Belgique à la Biennale de Venise, en tant que commissaire avec l'artiste Dirk Braeckman,.
Elle rédige régulièrement des articles sur l'art contemporain pour des magazines d'art. Elle a également été correspondante belge pour le Flash Art International. Elle donne régulièrement des conférences et siège dans plusieurs comités de sélections artistiques[évasif].